# 東城えみ
東城 えみ（とうじょう えみ、1976年4月9日 - ）本名：東條 江美子（とうじょう えみこ）は、日本の元AV女優、元女子プロレスラー。福島県いわき市出身。身長：161cm、スリーサイズ：B84・W58・H88。

## 略歴
最初は女優としてデビュー。1999年頃からVシネマなどに出演。ヌードや濡れ場も披露した。
2001年にJDスター女子プロレス・アストレス2期生としてデビュー。2002年10月に第二頸椎骨折の重傷を負い、1年半という長期に渡り欠場する。2004年4月に復帰するが5月に電撃退団、その後9月に新間事務所に所属した。
2005年4月に新間事務所を離脱、同年8月4日、新木場1stRINGでドレイク森松と「負けたら即AVデビュー」という条件でシングルマッチを行い敗北した。試合後リング上でAVの撮影が行われたが、このことについてJDスター女子プロレスはホームリンクでAVの撮影が行われたことについて怒りを露にし、撮影済み映像の発売差し止めを要求した。JD側は「ナチュラルハイ側から新木場1stRINGでAVの撮影を行いたいという申し出があった際に会場（＝JD）側は断っており、当日プロレスシーンのみの撮影を行いAVの撮影は行わない約束が交わされていたが、会場スタッフの立会いはされずAVの撮影が強行された」と主張し波紋を呼んだ。ただしこれに対してはナチュラルハイ側の関係者から「AVの撮影を行うという旨は事前に東城の所属事務所経由でJD側に連絡済みで、JD側も「リング上にマット等を敷けば撮影OK」と了承していた」との反論もあり、真相は不明である。
結局ナチュラルハイ側がAV部分について別撮りを行ったものを発売することで妥協が成立し、同年10月に『緊急強行発売! 東城えみ電撃AVデビュー』（ナチュラルハイ）が発売され、AVデビューとなった。
東京スポーツ・2011年8月13日刊の一面にて、現在は名古屋でデリヘル嬢に転身していることが報じられた。その後、出産。
2014年12月23日、スターダム後楽園ホールに観客として自身の子供と来場した事がロッシー小川のTwitterで明かされている。

## 出演作品

### 映画
- 驚異!勃起促進剤 （1999年10月08日、IIZUMI PRODUCTION／エクセス・フィルム）
- 見られた情事　ズブ濡れの恥態 （2000年12月12日、国映／新東宝）
- 模倣犯 （2002年06月08日、「模倣犯」製作委員会／小学館／東宝）
- ワイルド・フラワーズ （2004年04月17日、「ワイルドフラワーズ」製作委員会／東京テアトル＝ザナドゥー／レントラックジャパン）

### Vシネマ
- OL仕置人外伝・シュムサン 課長 星耕作の陰謀 （2000年04月28日、アンカー）
- 令嬢看護婦　癒(いや)しのナースコール （2000年05月02日、レジェンド・ピクチャーズ）
- 誘う悪女(おんな) （2000年05月21日、ミュージアム）
- 搭乗日誌～国際線スチュワーデスデートクラブ～ （2000年07月14日、カレスコミュニケーションズ）
- 雌になる女 （2000年11月22日、ジャンク）

### アダルトビデオ
- 緊急強行発売! 東城えみ電撃AVデビュー（2005年10月20日、ナチュラルハイ）
- 女子プロレスラーガチンコバトル!東城えみVSドレイク森松 負けたら即AVデビューデスマッチ!!（2005年12月21日、ナチュラルハイ）
- 東城露出（2006年3月4日、ナチュラルハイ）
- 東城えみ100人ぶっかけ!（2006年10月5日、ナチュラルハイ）
- オンナ好きの皆さ〜ん!元女子プロレスラーとオイルレスリングしませんか。（2007年2月22日、LADY×LADY）共演:日高ゆりあ 他
- クイズ レイプショック2007 不正解者は即生中出し輪姦です!（2007年5月3日、ディープス）他出演:羽田夕夏、三津なつみ、大沢佑香、仲村もも ※AV OPEN 2007エントリー作品
- 美人教師 暴行現場 30（2007年6月15日、クリスタル映像）他出演:宝生真奈美、あだちももこ、成瀬雛、山咲愛、緑川いづみ
- 元女子プロレスラー 東城えみ総集編240分BEST（2007年08月07日、Hunter）「東城えみ100人ぶっかけ!!」「電撃AVデビュー 元女子プロレスラー東城えみ」「女子プロレスラーガチンコバトル 東城えみVSドレイク森松 負けたら即AVデビュー!!」「東城露出」を収録。
- 強い女を力づくで犯す 婦女暴行（2007年9月25日、ながえSTYLE）他出演:藤本ちさと、桜沢まひる
- 驚愕の極太ファックLIVEでマジ中出し!!（2007年9月30日、イマージュ）…共演:楓（YOKO）、夏美まや
- 元女子プロレスラー・東城えみ アナル解禁サドンデスマッチ!!（2007年10月1日、MOODYZ）
- 充電完了!手コキ波動砲 勢いのある顔面発射（2008年3月22日、レイディックス）他出演:穂阪詩織樹、林れもん、小林芽衣、水上結衣
- 熟女狩り 7（2008年6月27日、クリスタル映像）他出演:吉咲みなみ、岩崎麻華、桜井ひとみ、川上愛華、佐藤美紀
- 異常性欲 14（2008年8月8日、クリスタル映像）他出演:川瀬さやか、橘美沙、東城えみ、華城咲
- 最強専属！痴女妊婦降臨！ EMI（2012年9月13日、マルクス兄弟）
- アナルに目覚めた最強妊婦 EMI（2012年11月13日、マルクス兄弟）
- ワイルド母乳部長！ EMI（2013年1月25日、マルクス兄弟）
- 母乳家政婦はみんなの肉便器 EMI（2013年4月13日、マルクス兄弟）